# ТЕС Санта-Круз
22°54′53″ пд. ш. 43°45′59″ зх. д. / 22.91472° пд. ш. 43.76639° зх. д.
ТЕС Санта-Круз — теплова електростанція у бразильському штаті Ріо-де-Жанейро. 
У 1968 – 1968 роках на майданчику станції стали до ладу два блоки потужністю по 82 МВт. У них змонтували котли Babcock&Wilcox та турбіни і генератори виробництва Westinghouse. В 1973-му ввели в експлуатацію два більш потужні блоки з показниками по 218 МВт. 
У 2000-х роках вирішили модернізувати станцію з використанням енергоефективної технології комбінованого парогазового циклу. В 2004 та 2010 роках тут стали до ладу дві газові турбіни Siemens – Westinghouse потужністю по 175 МВт, які доповнили двома котлами-утилізаторами виробництва STF (за ліцензією Mitsui-Babcock). Від останніх мали живитись парові турбіни перших двох блоків, що і створювало б комбінований цикл. Існували також плани створити в подальшому ще потужніші парогазові блоки з використанням турбін блоків 3 та 4. Втім, проект зазнав невдачі ще на першому етапі, а застаріле обладнання прийшлось вивести з експлуатації (зокрема, навіть більш нові блоки 3 та 4 зупинили в 2012-му). Як наслідок, газові турбіни повинні були тривалий час працювати у відкритому циклі.
У другій половині 2010-х розпочали другу спробу створення парогазового циклу, замовивши для цього нові котли-утилізатори виробництва Nooter / Ericksen, парову турбіну Siemens потужністю 175 МВт та генератор Siemens – Westinghouse.
Первісно передбачалось, що ТЕС Санта-Круз використовуватиме вугілля. Втім, ще на етапі проектування внесли зміни на користь мазуту. В 1987-му провели модернізацію, внаслідок якої до 50% палива для парових котлів міг становити природний газ, який за кілька років до того почав надходити до району Ріо-де-Жанейро по газопроводу Gasduc. Встановлені у 2010-х роках газові турбіни розраховані на споживання саме природного газу.
Видача продукції відбувається по ЛЕП, розрахованій на роботу під напругою 138 кВ.